# 여자 마흔다섯
《여자 마흔다섯》은 1991년 12월 16일부터 1992년 1월 14일까지 방송되었던 SBS 월화 드라마로 본 프로그램부터 《사랑과 우정》까지 SBS 8시 시간대 월화 드라마는 "소설극장"이라는 타이틀이 붙었다.

## 기획 의도
중년 주부가 겪는 경제적 문제, 부부 간의 문제, 외부와의 갈등을 그린 멜로 드라마

## 줄거리
45살의 평범한 주부 경애는 남편인 윤하와 대학 입시를 눈앞에 둔 아들 인식과의 가족 생활에서 늘 스트레스를 받고 있다. 어느날 국민학교 동창생 신일로부터 전화를 받은 뒤 부담 없이 신일을 만난 경애는 그가 사장이라는 사실을 알고 놀라고, 신일은 경애에게 애틋한 마음을 털어놓는다. 자신을 무시하는 남편과 달리 다정다감한 신일을 보며 경애는 인생의 무의미함과 공허함을 느낀다.

## 등장 인물
- 김윤경 : 경애 역 - 45살의 가정주부
- 남일우 : 윤하 역 - 경애의 남편
- 김호영 : 김신일 역 - 경애의 친구
- 박원숙 : 명숙 역
- 정재순 : 영화 역
- 김동주 : 정준 역
- 김형자 : 신자 역
- 정승규 : 인식 역 - 경애의 아들
- 김지영 : 경애 시어머니 역
- 서우림 : 경애 큰 동서 역
- 김민정 : 경애 작은 동서 역
- 박규채 : 경애 작은 시숙 역
- 한영숙 : 인식 친구 엄마 역

## 참고 사항
- 김수현은 MBC와의 계약이 1991년 말에 끝나는 관계로 직접 집필하지 못하고 소설 작품만 제공하였다.[1]
- 중년 여성의 심리 상태를 미시적 관점에서 묘사하여 공감을 불러일으켰으나, 중년 여성의 막연한 피해의식을 상업적으로 이용하여 여성의 자기 비하를 유도하였다는 비판이 있었다.[2]
- 유한계급의 허무주의를 부각시켜 저소득층에 상대적 박탈감을 안겨주었다는 지적이 있었다.[3]